# 연관 불평형
집단 유전학에서 연관 불평형(linkage disequilibrium)이란 특정 개체군에서 서로 다른 유전자자리에 있는 대립유전자의 비무작위적인 관계(association)이다. 여러 유전자자리에 있는 서로 다른 대립유전자가 관계되는 빈도가, 서로 다른 대립유전자가 독립적·무작위적으로 유전될 때 관계되는 빈도의 기댓값보다 크거나 작을 때, 그 유전자자리들은 서로 연관 불평형에 있다고 한다.
연관 불평형은 선택, 유전자 재조합의 비율, 돌연변이율, 유전자 표류, 교배 방식, 개체군 계층화, 유전자 연관 등 여러 요인에 영향을 받는다. 결과적으로 한 유전체 안에서 나타나는 연관 불평형의 패턴은 개체군 유전을 조직화하는 개체군 유전 과정의 강력한 신호이다.
연관 불평형은 전혀 연관되어 있지 않는 대립유전자 사이에서도 존재할 수 있고, 대립유전자 빈도가 평형인(시간에 따라 변하지 않는) 것과 상관없이 독립적으로 존재할 수도 있다. 또한, 연관 불평형은 생식자 위상 불평형이라고 불리기도 하지만, 연관 불평등의 본 개념은 무성생식을 하는 생명체에도 적용될 수 있다. 따라서 연관 불평형은 생식자의 존재와는 상관없이 정의된다.

## 수학적 정의
유성 생식을 하는 개체군에서 만들어진 생식자에서, 한 유전자자리에 있는 대립유전자 A의 빈도를 {\displaystyle p_{A}}라고 하고(즉, {\displaystyle p_{A}}는 그 유전자자리에 A를 가지는 생식자 비율이다), 다른 유전자자리에 있는 대립유전자 B의 빈도를 {\displaystyle p_{B}}라고 하자. 마찬가지로, 같은 생식자에 A와 B가 둘 다 함께 존재하는 빈도를 {\displaystyle p_{AB}}라고 하자(즉, {\displaystyle p_{AB}}는 AB 하플로타입의 빈도이다).
대립유전자 A와 B가 나타날 확률이 서로 영향을 미치지 않는다면, 이 두 대립유전자의 관계는 완전히 독립이라고 할 수 있다. 이때의 확률은 곱의 법칙을 사용하여 {\displaystyle p_{A}p_{B}}로 나타낼 수 있다. {\displaystyle p_{AB}}가 어떻게든 {\displaystyle p_{A}p_{B}}와 달라진다면, 두 대립유전자 사이에 연관 불평형이 있다고 한다.
A와 B 사이에 나타나는 연관 불평형의 정도는 '연관 불평형 계수' {\displaystyle D_{AB}}로 정량화할 수 있다. {\displaystyle p_{A}}와 {\displaystyle p_{B}} 둘 다 0보다 클 때, {\displaystyle D_{AB}}는
{\displaystyle D_{AB}=p_{AB}-p_{A}p_{B},}
으로 정의된다.
연관 불평형에서는 {\displaystyle D_{AB}\neq 0}이다. 만약 {\displaystyle D_{AB}=0}이면서 {\displaystyle p_{AB}=p_{A}p_{B}}이라면, 대립유전자 A와 B는 연관 평형에 있다고 한다. {\displaystyle D_{AB}}에서 아래첨자 'AB'는 연관 불평형이 대립유전자 {A, B} 쌍의 특성이란 사실을 강조하는 것이지, 각 유전자자리를 따로 강조하는 것이 아니다. 같은 두 유전자자리에 존재할 수 있는 다른 대립유전자 쌍은 연관 불평형 계수도 서로 달라진다.
대립유전자가 2개 있는 두 유전자자리의 경우, 즉 각 유전자자리의 다른 대립유전자가 a와 b인 경우, 이 대립유전자들 사이의 모든 연관 불평형 관계를 나타내는 것은 하나의 D값으로 한정된다. 이때, {\displaystyle D_{AB}=-D_{Ab}=-D_{aB}=D_{ab}}이다. 여기서 연관 불평형 관계는 다음과 같다.
{\displaystyle D=P_{AB}-P_{A}*P_{B}}
{\displaystyle -D=P_{Ab}-P_{A}*P_{b}}
{\displaystyle -D=P_{aB}-P_{a}*P_{B}}
{\displaystyle D=P_{ab}-P_{a}*P_{b}}
여기서 부호 D는 임의적으로 고른 것이다. D의 크기는 연관 불평형의 정도를 나타내기 때문에 D라는 부호보다 더 중요하다. 이때 양의 D값은 특정 두 대립유전자 조합이 기댓값보다 빈도가 더 크다는 의미이고, 음의 D값은 특정 두 대립유전자 조합이 기댓값보다 빈도가 더 작다는 의미이다.
무성 생식을 하는 개체군에서의 연관 불평형은 개체군 대립유전자 빈도에서 정의하는 것과 비슷하게 정의된다. 또한, 연관 불평형은 3개 이상의 대립유전자 사이에서도 정의할 수 있으나 실제로 자주 사용되지는 않는다.

## D에서 파생된 척도
연관 불평형 계수의 양의 값 범위는 이것이 나타내는 대립유전자의 빈도에 따라 달라지기 때문에 연관 불평형 계수 {\displaystyle D}는 연관 불평형을 나타내는 항상 편리한 척도가 아니다. 그래서 {\displaystyle D}를 사용하면 서로 다른 대립유전자 쌍 사이의 연관 불평형 정도를 비교하기 어렵다.
르원틴(Lewontin)은 D를 하플로타입의 측정값과 기댓값 차이의 이론적 최댓값으로 나누어 다음과 같이 D를 표준화하는 방법을 제안했다.
{\displaystyle D_{\max }={\begin{cases}\max\{-p_{A}p_{B},\,-(1-p_{A})(1-p_{B})\}&{\text{when }}D<0\\\min\{p_{A}(1-p_{B}),\,(1-p_{A})p_{B}\}&{\text{when }}D>0\end{cases}}}
일 때
{\displaystyle D'={\frac {D}{D_{\max }}}}
{\displaystyle D'}를 다르게 표현하는 방법은 유전자자리 여러 쌍 사이의 상관관계 계수를 이용하는 방법으로, 주로 {\displaystyle r^{2}}로 표현한다.
{\displaystyle r^{2}={\frac {D^{2}}{p_{A}(1-p_{A})p_{B}(1-p_{B})}}.}

### 연관 불평형 계산 범위의 한계
{\displaystyle r^{2}}와 {\displaystyle D'} 척도는 범위에 한계가 있으며, 0부터 모든 유전자자리 쌍의 값을 다 포함하지 못한다. {\displaystyle r^{2}}의 최댓값은 비교할 두 유전자자리의 대립유전자 빈도에 따라 달라지며, 그 범위는 0부터 두 유전자자리의 대립유전자 빈도가 같을 때의 값까지, 즉 {\displaystyle D>0}일 때 {\displaystyle P_{A}=P_{B}}인 값까지 아우를 수 거나, 또는 대립유전자 빈도가 {\displaystyle D<0}일 때 {\displaystyle P_{A}=1-P_{B}}의 관계를 만족하는 경우에만 전체적인 범위를 아우를 수 있다. {\displaystyle D'}는 항상 최댓값 1을 가질 수 있는데, 두 유전자자리에서 {\displaystyle D'}의 최댓값은 그 두 유전자자리에서의 {\displaystyle |r|}과 일치한다.

## 분석 소프트웨어
- PLINK – 다른 것들 사이에서 LD를 측정할 수 있는 전체유전체 연관 분석 도구 모음.
- LDHat 보관됨 2016-05-13 - 웨이백 머신
- Haploview
- LdCompare[9]— LD를 계산할 수 있는 오픈소스 소프트웨어.
- SNP and Variation Suite – 상호적인 LD 그래프를 그릴 수 있는 상업적 소프트웨어.
- GOLD 보관됨 2014-09-21 - 웨이백 머신 – 연관 불평형의 그래프 개요.
- TASSEL – 연관 불평형, 특성 관계, 진화 패턴을 계산하는 소프트웨어.
- rAggr – finds proxy markers (SNPs and indels) that are in linkage disequilibrium with a set of queried markers, using the 1000 Genomes Project and HapMap genotype databases.
- SNeP – Fast computation of LD and Ne for large genotype datasets in PLINK format.
- LDlink – A suite of web-based applications to easily and efficiently explore linkage disequilibrium in population subgroups. All population genotype data originates from Phase 3 of the 1000 Genomes Project and variant RS numbers are indexed based on dbSNP build 151.
- Bcftools  – 변이 콜링(variant calling)과 VCF, BCF를 처리할 수 있는 지원 프로그램.

## 시뮬레이션 소프트웨어
- Haploid — 개체군 유전 시뮬레이션(GPL)을 위한 C 언어 라이브러리.

## 같이 보기
- 유전자 연관

## 추가 문헌
- Hedrick, Philip W. (2005). 《Genetics of Populations》 3판. Sudbury, Boston, Toronto, London, Singapore: Jones and Bartlett Publishers. ISBN 978-0-7637-4772-5.
- Bibliography: Linkage Disequilibrium Analysis : 1918년부터 출판된 연관 불평형 관련 논문이 1000편 이상 실린 참고 문헌 목록.

틀:집단 유전학